# Dellaventura
Dellaventura (1997–1998) – amerykański serial dramatyczny.
Jego światowa premiera odbyła się 23 września 1997 roku na kanale CBS. Ostatni odcinek został wyemitowany 13 stycznia 1998 roku. W Polsce serial nadawany był dawniej w telewizji TVN.

## Obsada
- Byron Minns jako Jonas Deeds
- Rick Aiello jako Teddy Naples
- Nick Stellate jako bokser
- Stacey Louis jako Stacy
- Anne Ramsay jako Geri Zarias
- Danny Aiello jako Anthony Dellaventura

i inni

## Spis odcinków
| N/o            | Tytuł angielski       |
| -------------- | --------------------- |
|                |                       |
| SERIA PIERWSZA |                       |
|                |                       |
| 01             | Above Reproach        |
|                |                       |
| 02             | Pilot                 |
|                |                       |
| 03             | Music of the Night    |
|                |                       |
| 04             | Joe Fallon's Daughter |
|                |                       |
| 05             | Clean Slate           |
|                |                       |
| 06             | Fathers               |
|                |                       |
| 07             | Hell’s Kitchen        |
|                |                       |
| 08             | In Deadly Fashion     |
|                |                       |
| 09             | With a Vengeance      |
|                |                       |
| 10             | Dreamers              |
|                |                       |
| 11             | The Biggest Miracle   |
|                |                       |
| 12             | David and Goliath     |
|                |                       |
| 13             | Made in America       |
|                |                       |